# Angelo De Sena
Angelo De Sena (Nola, 1914 – Marche, 17 luglio 1944) è stato un militare italiano.
Caduto lungo il fiume Musone. Medaglia d'oro al valor militare alla memoria.

## Biografia
Nel 1935 era stato chiamato alle armi in Aeronautica partecipando alle guerre d'Africa e di Spagna ottenendo la Medaglia di Bronzo in AOI nel 1936 ed una seconda Medaglia di Bronzo in Spagna nel 1939. Nel 1943 fu posto in congedo dopo una lunga malattia, seguita a ferite riportate in combattimento. Nel gennaio del 1944, De Sena si arruolò volontario nel 1º Raggruppamento motorizzato del ricostituito Esercito italiano. Assegnato poi al 68º Reggimento fanteria "Legnano", cadde eroicamente durante un attacco ad un fortino tedesco lungo il fiume Musone. .